# JoJo's Bizarre Adventure (temporada 1)
JoJo's Bizarre Adventure (ジョジョの奇妙な冒険, JoJo no Kimyō na Bōken) és la primera temporada d'una sèrie d'anime produïda per David Production basada en el manga del mateix nom de Hirohiko Araki, adaptant les dues primeres parts, Phantom Blood (ファントムブラッド, Fantomu Buraddo) i Battle Tendency (戦闘潮流, Sentō Chōryū).Phantom Blood, que es va estrenar a Tokyo MX entre el 5 d'Octubre i el 30 de novembre de 2012, tracta les misterioses aventures de la familia Joestar, començant amb un confrontament entre Jonathan Joestar, el seu germanastre Dio Brando i una misteriosa màscara de pedra. Battle Tendency, que es va estrenar a Tokyo MX entre el 7 de desembre del 2012 i el 5 d'abril de 2013, es concentra en Joseph Joestar, el net de Jonathan, i la seva batalla contra els Pillar Men.
La serie va ser publicada en nou DVDs i Blu-rays entre el 30 de gener i el 27 de setembre de 2013, amb la versió en Blu-ray que tenia subtítils en anglès. Crunchyroll va començar a emetre la serie l'Abril de 2014. El DVD en anglès va ser llançat per Warner Home Video el 22 de setembre de 2015 amb ambdues versions de l'audio, en anglès i japonès. La segona temporada, JoJo's Bizarre Adventure: Stardust Crusaders, basada en la tercera part de la serie, va començar a emetre's a partir del 4 d'abril de 2014.

## Càsting de veu
| Personatge              | Veu japonesa     | Veu anglesa                       | Phantom Blood | Battle Tendency |
| ----------------------- | ---------------- | --------------------------------- | ------------- | --------------- |
| Jonathan Joestar        | Kazuyuki Okitsu  | Johnny Yong Bosch                 | Sí            | No              |
| Joseph Joestar          | Tomokazu Sugita  | Ben Diskin Richard Epcar (epíleg) | No            | Sí              |
| Dio Brando              | Takehito Koyasu  | Patrick Seitz                     | Sí            | No              |
| Erina Pendleton/Joestar | Ayako Kawasumi   | Michelle Ruff                     | Sí            | Sí              |
| Robert E. O. Speedwagon | Yoji Ueda        | Keith Silverstein                 | Sí            | Sí              |
| Will A. Zeppeli         | Yoku Shioya      | B.J. Oakie                        | Sí            | No              |
| Caesar Zeppeli          | Takuya Satō      | Bryce Papenbrook                  | No            | Sí              |
| Rudol von Stroheim      | Atsushi Imaruoka | W.T. Falke                        | No            | Sí              |
| Lisa Lisa               | Atsuko Tanaka    | Wendee Lee                        | No            | Sí              |
| Smokey Brown            | Yū Hayashi       | Robbie Daymond                    | No            | Sí              |
| Suzie Q                 | Sachiko Kojima   | Stephanie Sheh                    | No            | Sí              |
| Kars                    | Kazuhiko Inoue   | Will Barrett                      | No            | Sí              |
| Esidisi                 | Keiji Fujiwara   | Chris Jai Alex                    | No            | Sí              |
| Wamuu                   | Akio Ōtsuka      | George C. Cole                    | No            | Sí              |

## Producció

### Música
La primera temporada de JoJo's Bizarre Adventure fa servir tres temes musicals, dos d'introducció i un de sortida. El primer tema d'introducció és la cançó "JoJo (Sono Chi no Sadame)" (ジョジョ～その血の運命～, "JoJo ~That Blood's Destiny~") cantada per Hiroaki "Tommy" Tominaga, vocalista de la banda de "brass rock" Bluff, pels episodis de la part 1. La partitura de la part 1 va ser composta per Hayato Matsuo, i es va llançar en dues parts en Destiny, un disc de bonificació a la primera caixa de Blu-ray llançada el 30 de gener de 2013, i Future, un CD llançat separadament el 22 de febrer de 2013. Future va debutar com a número 95 a la Billboard Japan Top Albums charts i va assolir el seu punt màxim en 115 en el "Oricon Weekly Album Charts". El tema d'introducció dels episodis de la part 2 és "Bloody Stream", de Coda. La partitura va ser composta per Taku Iwasaki, i va ser llançada en dues parts a Musik ("Música" en alemany), un CD independent llançat el 29 de març de 2013, i a Leicht Verwendbar ("Usuari de llum" en alemany), un disc de bonificació per a la caixa Blu-ray del volum 4 el 26 d'abril de 2013. Musik va debutar al número 63 del "Japan Top Albums charts" i al 89 en les "Weekly Album Charts". El tema final de tota la temporada és de la banda britànica de rock progressiu Yes', el sol de 1972 "Roundabout".

## Episodis

### Phantom Blood
| No. | Títol                                                                                      | Autor             | Data de llançament     |
| --- | ------------------------------------------------------------------------------------------ | ----------------- | ---------------------- |
| 1   | «Dio the Invader» Transliteració: «Shinryakusha Dio» (japonès: 侵略者ディオ)               | Yasuko Kobayashi  | 5 d'octubre de 2012    |
| 2   | «A Letter From the Past» Transliteració: «Kako kara no Tegami» (japonès: 過去からの手紙)   | Yasuko Kobayashi  | 12 d'octubre de 2012   |
| 3   | «Youth with Dio» Transliteració: «Dio to no Seishun» (japonès: ディオとの青春)             | Yasuko Kobayashi  | 19 d'octubre de 2012   |
| 4   | «Overdrive» Transliteració: «Ōbādoraibu» (japonès: 波紋疾走)                               | Shōgo Yasukawa    | 26 d'octubre de 2012   |
| 5   | «The Dark Knights» Transliteració: «Ankoku no Kishitachi» (japonès: 暗黒の騎士達)          | Kazuyuki Fudeyasu | 2 de novembre de 2012  |
| 6   | «Tomorrow's Courage» Transliteració: «Ashita no Yūki» (japonès: あしたの勇気)              | Kazuyuki Fudeyasu | 9 de novembre de 2012  |
| 7   | «Sorrowful Successor» Transliteració: «Uketsugumono» (japonès: うけ継ぐ者)                 | Shōgo Yasukawa    | 16 de novembre de 2012 |
| 8   | «Bloody Battle! JoJo & Dio» Transliteració: «Kessen! JOJO & DIO» (japonès: 血戦！JOJO&DIO) | Yasuko Kobayashi  | 23 de novembre de 2012 |
| 9   | «The Final Hamon!» Transliteració: «Saigo no Hamon!» (japonès: 最後の波紋!)                | Yasuko Kobayashi  | 30 de novembre de 2012 |

### Battle Tendency
| No. | Títol | Autor             | Data de llançament     |
| --- | --- | ----------------- | ---------------------- |
| 10  | «New York's JoJo» Transliteració: «Nyū Yōku no JoJo» (japonès: ニューヨークのジョジョ)                                   | Yasuko Kobayashi  | 7 de desembre de 2012  |
| 11  | «The Game Master» Transliteració: «Gēmu no Tatsujin» (japonès: ゲームの達人)                                             | Shinichi Inotsume | 14 de desembre de 2012 |
| 12  | «The Pillar Man» Transliteració: «Hashira no Otoko» (japonès: 柱の男)                                                    | Kazuyuki Fudeyasu | 21 de desembre de 2012 |
| 13  | «JoJo vs. the Ultimate Lifeform» Transliteració: «JoJo vs. Kyūkyoku Seibutsu» (japonès: JOJO vs. 究極生物)               | Shōgo Yasukawa    | 4 de gener de 2013     |
| 14  | «Ultimate Warriors from Ancient Times» Transliteració: «Taiko kara Kita Kyūkyoku Senshi» (japonès: 太古から来た究極戦士) | Shōgo Yasukawa    | 11 de gener de 2013    |
| 15  | «A Hero's Proof» Transliteració: «Hīrō no Shikaku» (japonès: ヒーローの資格)                                             | Shōgo Yasukawa    | 18 de gener de 2013    |
| 16  | «Lisa Lisa, Hamon Coach» Transliteració: «Hamon Kyōshi Risarisa» (japonès: 波紋教師リサリサ)                             | Kazuyuki Fudeyasu | 25 de gener de 2013    |
| 17  | «The Deeper Plan» Transliteració: «Fukaku Wana o Hare!» (japonès: 深く罠をはれ!)                                         | Kazuyuki Fudeyasu | 1 de febrer de 2013    |
| 18  | «Von Stroheim's Revenge» Transliteració: «Shutorohaimu-tai no Gyakushū» (japonès: シュトロハイム隊の逆襲)                | Shinichi Inotsume | 8 de febrer de 2013    |
| 19  | «A Race Towards the Brink» Transliteració: «Shi no Gake e Tsuppashire» (japonès: 死の崖へつっ走れ)                       | Shinichi Inotsume | 15 de febrer de 2013   |
| 20  | «Young Caesar» Transliteració: «Shīzā Kodoku no Seishun» (japonès: シーザー孤独の青春)                                   | Yasuko Kobayashi  | 22 de febrer de 2013   |
| 21  | «A Hundred Against Two» Transliteració: «Hyaku tai Ni no Kakehiki» (japonès: 100対2のかけひき)                           | Shōgo Yasukawa    | 1 de març de 2013      |
| 22  | «A True Warrior» Transliteració: «Shin no Kakutōsha» (japonès: 真の格闘者)                                               | Shinichi Inotsume | 8 de març de 2013      |
| 23  | «The Warrior of Wind» Transliteració: «Kaze ni Kaeru Senshi» (japonès: 風にかえる戦士)                                   | Kazuyuki Fudeyasu | 15 de març de 2013     |
| 24  | «The Ties That Bind JoJo» Transliteració: «JoJo o Musubu Kizuna» (japonès: JOJOを結ぶ絆)                                 | Yasuko Kobayashi  | 22 de març de 2013     |
| 25  | «The Birth of a Superbeing !!» Transliteració: «Chō Seibutsu no Tanjō !!» (japonès: 超生物の誕生 !!)                     | Yasuko Kobayashi  | 29 de març de 2013     |
| 26  | «The Ascendant One» Transliteració: «Kami to Natta Otoko» (japonès: 神となった男)                                        | Yasuko Kobayashi  | 5 d'abril de 2013      |